# Prince Homer
Prince Homer — невеликий комерційний автомобіль, виготовлений Prince Motor Company. Він був доступний як фургон під назвою Homy, подвійна кабіна або звичайна вантажівка. Перша модель була знана як T64 і продавалася як Prince Homer або PMC T64. T640 був представлений у 1966 році та продавався як Nissan (без будь-яких модифікацій, окрім значків) через злиття Prince з Nissan. Його поділили з Nissan Cabstar, який продавався в японських дилерських центрах Nissan Bluebird Store. Виробництво T640 завершилося в 1968 році. Homer був ексклюзивним для японських дилерських центрів Nissan під назвою Nissan Prince Store, коли Prince було об'єднано з Nissan у 1966 році. Бренд Homer було припинено в 1982 році, тоді як назва Cabstar залишилася, коли Nissan переорієнтував автомобілі Nissan Prince Store.
T641 Homer був представлений у 1968 році, і решітку радіатора замінили новою решіткою «котячих вусів». Він був перейменований як Nissan Homer для японського внутрішнього ринку, а в Європі та Австралії продавався як Datsun Homer. Була також версія Van під назвою V641. У той час як T641 був у виробництві, була виготовлена версія вагою 1,25 тонни під назвою T642. На відміну від T641, T642 не був доступний у версії фургона. Homer продавався на Тайвані як Yue Loong YLN-251.

## Галерея

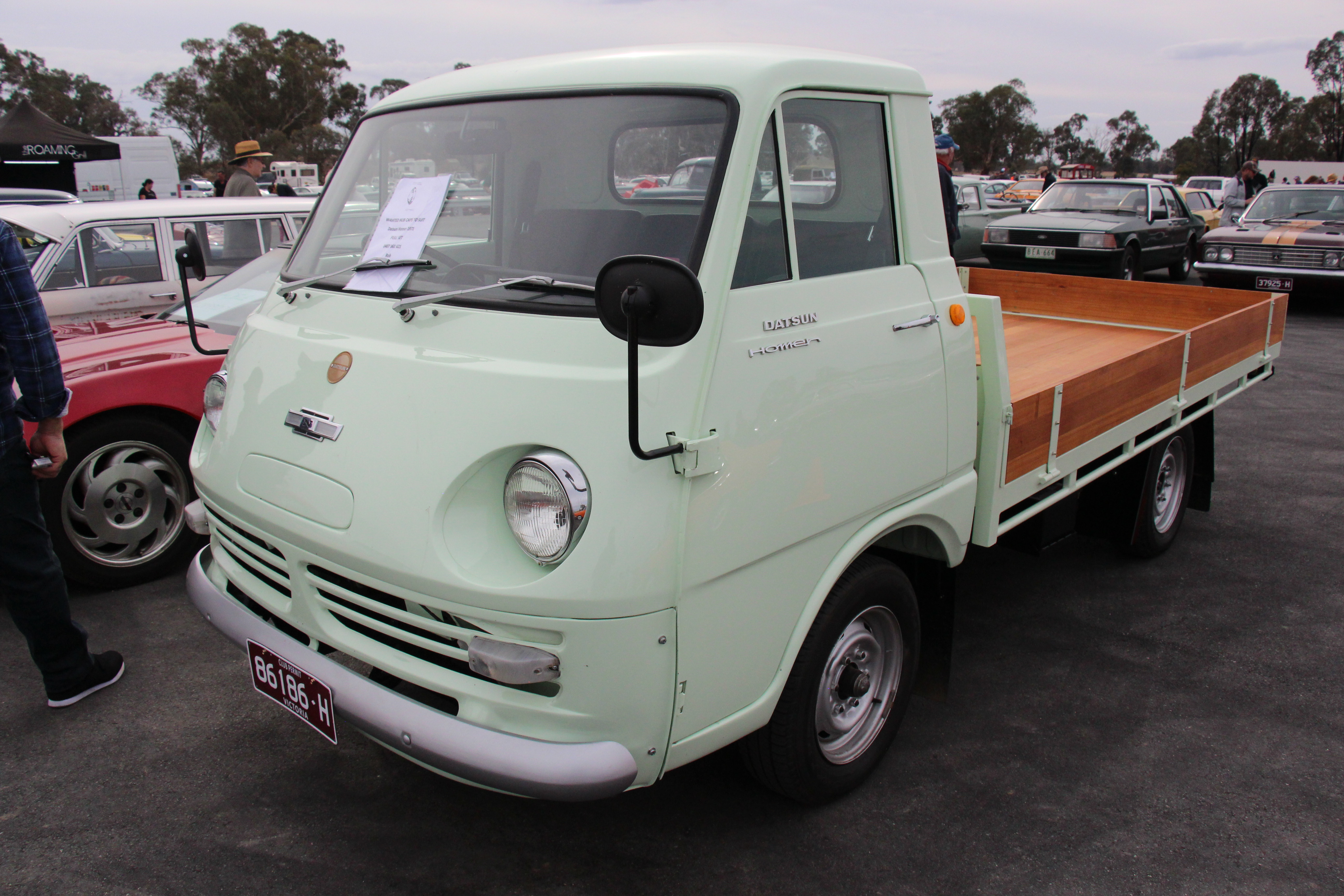
Nissan Homer
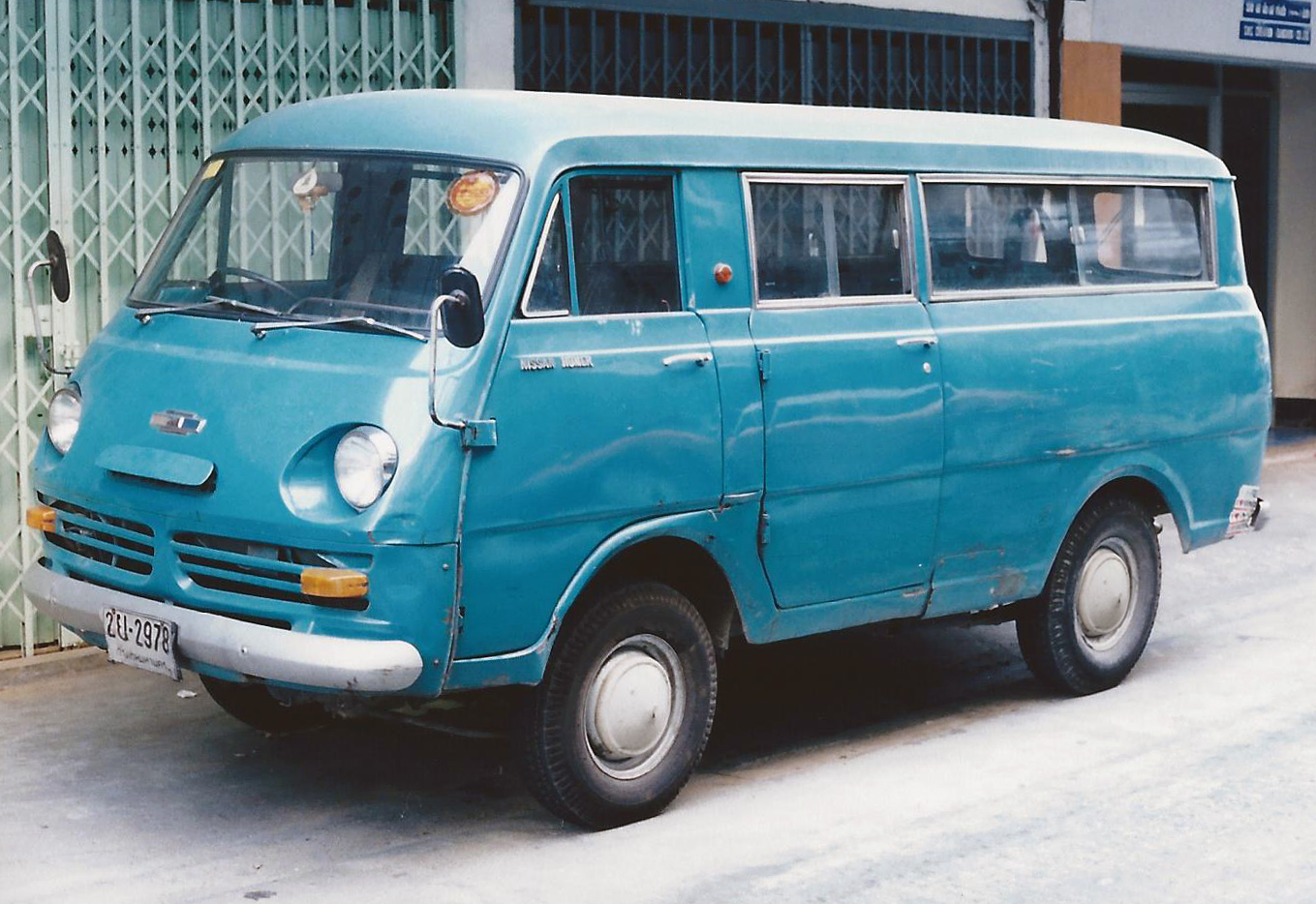
Nissan Homer V641
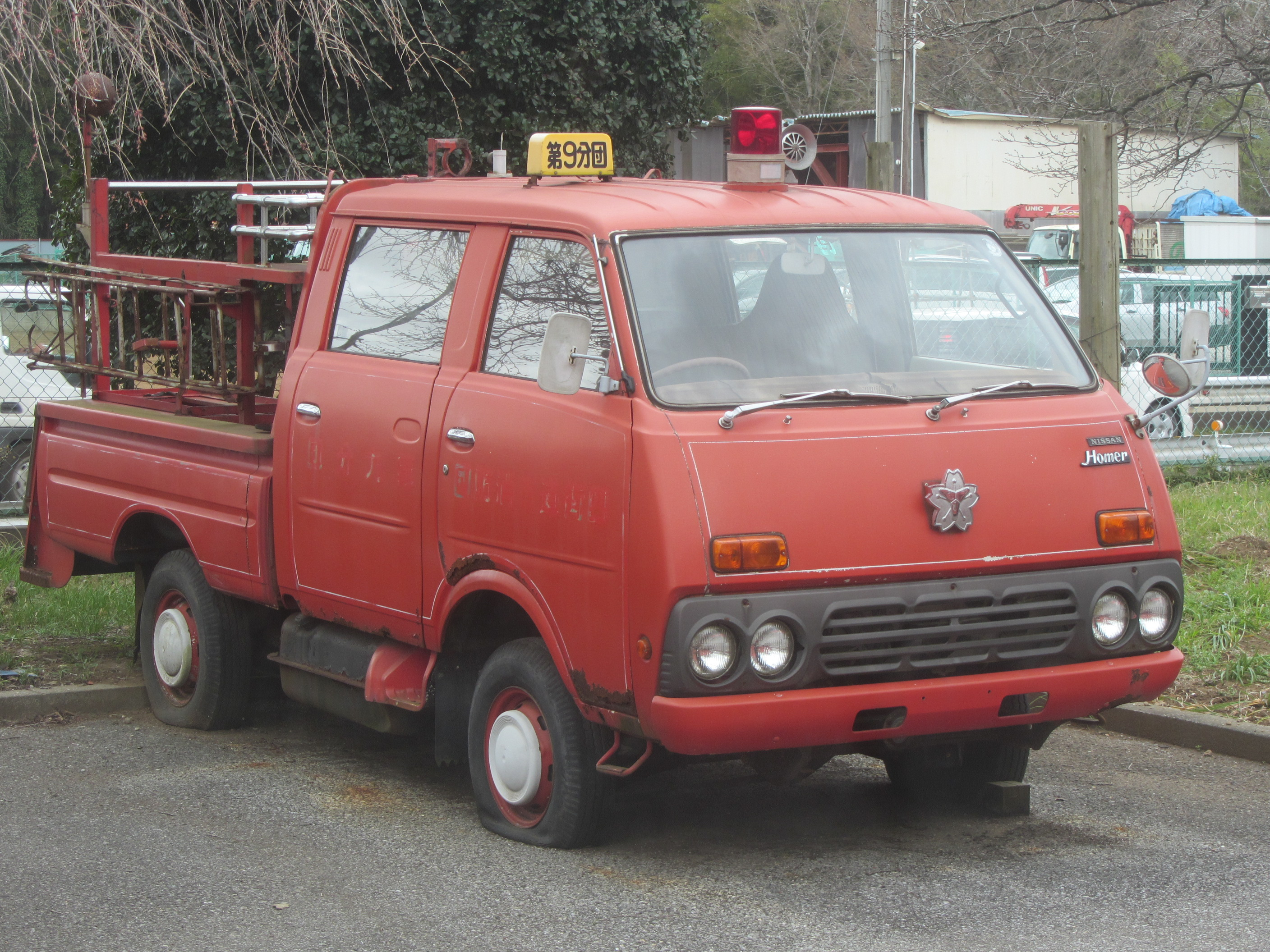
Nissan Homer (F20)
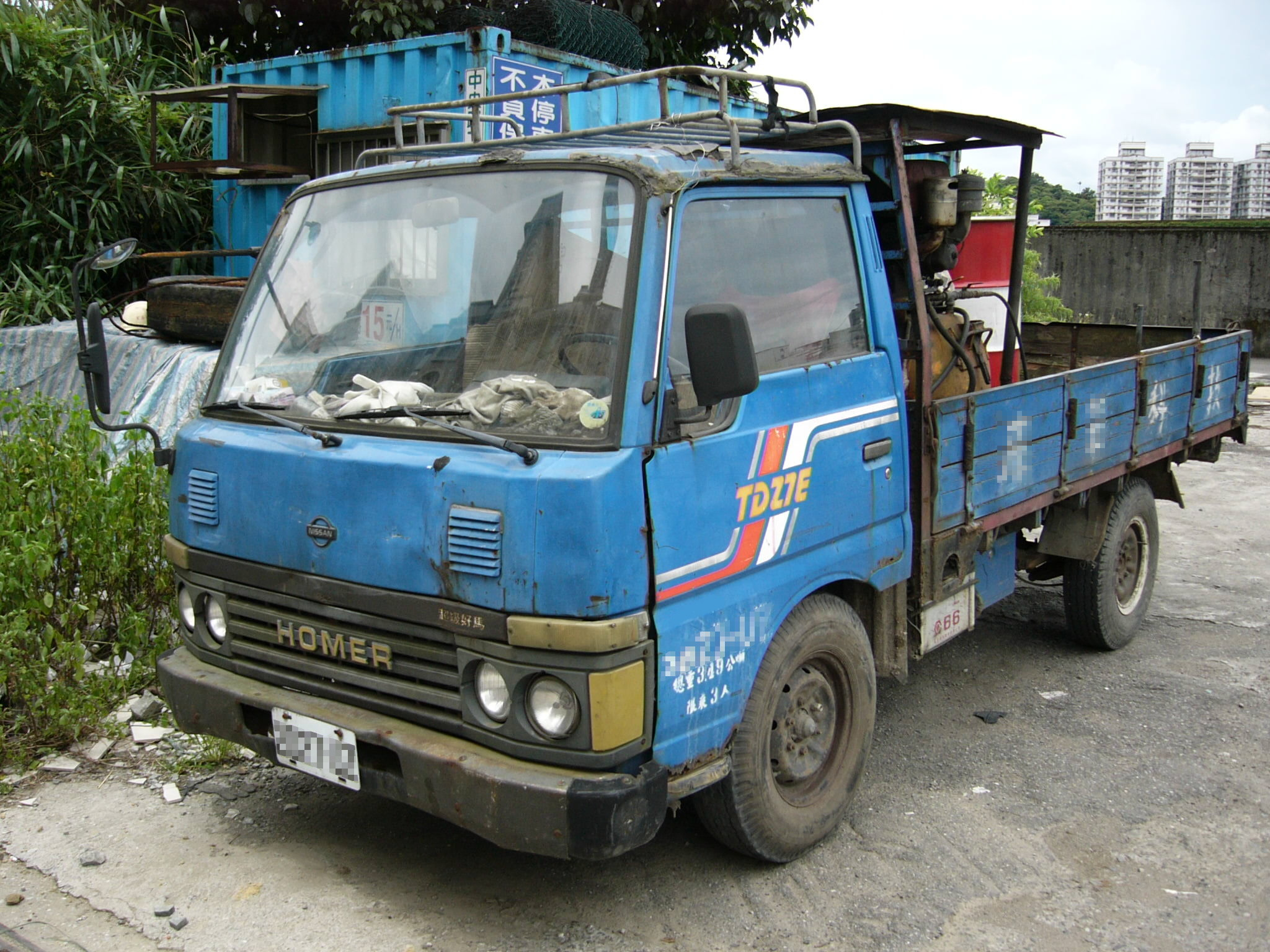
Nissan Homer (F22)